# Pelegrina huachuca
Pelegrina huachuca là một loài nhện trong họ Salticidae.
Loài này thuộc chi Pelegrina. Pelegrina huachuca được Maddison miêu tả năm 1996.